# Silicijeve anorganske spojine
Silicij je metaloid, ki tvori zelo malo spojin. Spodaj je seznam.

## Seznam
- Silicijev tetrafluorid-SiF4,
- Silicijev tetraklorid-SiCl4,